# Пуеуэ (вулкан)

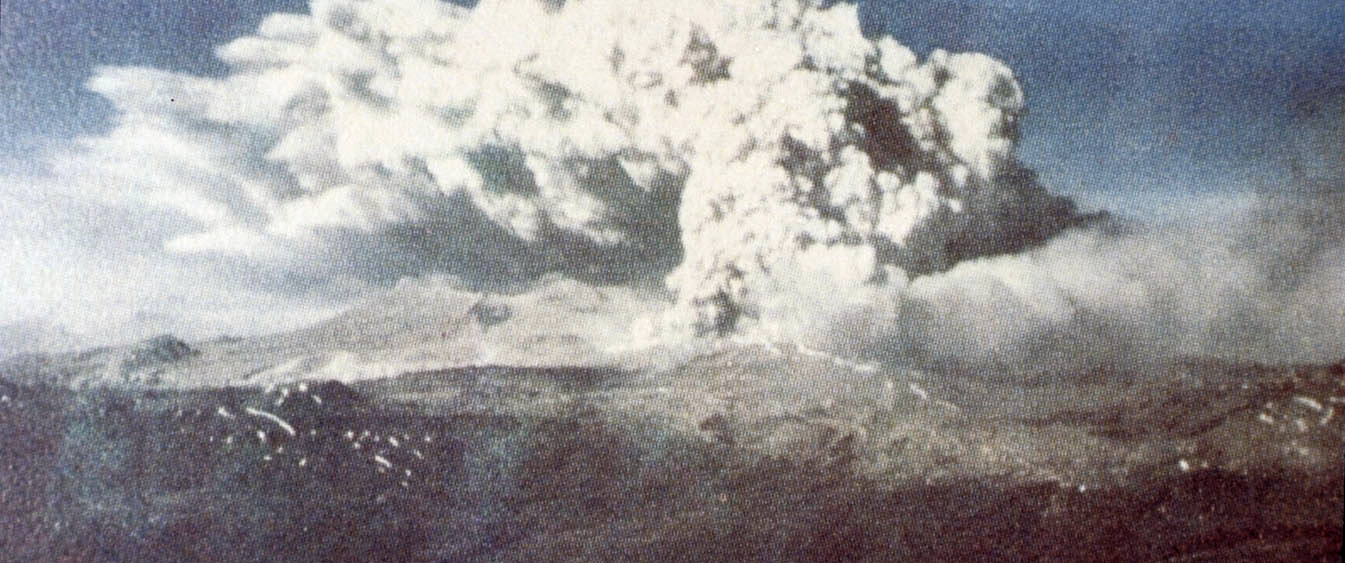
извержение в 1960 году

Пуеуэ (исп. Puyehue ) — активный вулкан на юге Чили.
Высота над уровнем моря вершины — 2236 м.
Пуйеуэ расположен в 870 к югу от чилийской столицы Сантьяго на чилийской стороне Анд. Пуеуэ находится на территории одноименного национального парка и входит в вулканическую цепь, носящую название Пуеуэ-Кордон-Каулле.

## Активность
В предпоследний раз он извергался в 1960 году после разрушительного землетрясения магнитудой 9,5, а в последний раз в 2011 году.

### Извержение 2011 года
Утром в субботу 4 июня 2011 года в районе вулкана произошло несколько мелких подземных толчков, а к вечеру началось извержение. Над вулканом Пуйеуэ поднялся огромный столб дыма и пепла. Облако вулканического пепла движется ветром в сторону Аргентины. По данным Национальной службы геологии и горной промышленности страны, вулкан выбросил столб пепла высотой до 10 км. Улицы города Сан-Карлос-де-Барилоче были покрыты слоем пепла в 10 сантиметров. По словам очевидцев, в здешних краях более 40 лет не наблюдалось ничего подобного. Мэр города Марсело Гаскон провёл экстренное заседание с участием представителей спасательных служб и гражданской обороны. Было приостановлено движение на международном перевале, соединяющем Аргентину с Чили, закрыт местный аэропорт. Власти Чили объявили экстренную эвакуацию 3500 человек из районов, расположенных рядом с вулканом. Чилийские телеканалы сообщали, что извержение вулкана связано с серией землетрясений, и передавали кадры густого облака вулканического пепла над близлежащими городами. Зимний аргентинский курорт Сан-Карлос-де-Барилоче, который располагается поблизости от вулкана, но по другую сторону границы, был закрыт из-за облака вулканического пепла.